# Атаманюк Юрій Анатолійович
Юрій Анатолійович Атаманюк (нар. 5.05.1974, Вінниця) — генерал майор податкової міліції України. Економічний експерт на телебаченні та радіо.  Кандидат економічних наук, майстер спорту з шахів.

## Життєпис
Народився 5 травня 1974 року в Вінниці. Володіє українською, англійською та російською мовами.
Має звання генерала-майора податкової поліції України.

## Освіта
1996 — закінчив Вінницький педагогічний інститут, за спеціальністю вчитель математики.
1999 — закінчив Київський торговельно-економічний, магістр за спеціальністю «фінанси та кредит».
2005 — закінчив Київський університет ім. Шевченка, магістр міжнародного права.
2008 — отримав звання кандидата економічних наук, тема дисертації: Формування валютно-фінансових відносин України з європейським союзом.
2016 — завершив навчання у University of Central Lancashire, Велика Британія, міжнародна політична економіка в умовах глобалізації.

## Кар'єра
Юрій почав трудову діяльність з 1996 року, по 2000 рік працював на різних посадах: від оперуповноваженого до керівника відділу податкової міліції у Вінницькій області.
З 2000 по 2001 рік працював заступником голови податкової адміністрації в Рівненської області.
З 2001 по 2005 рік працював на посаді першого заступника начальника Державної податкової інспекції — начальник податкової міліції у Харківському, Дарницькому, Деснянському районах Києва.
З 2005 по 2010 рік пропрацював заступником начальника податкової міліції в Києва.
З 2010 по 2012 рік був першим заступником начальника Головного управління податкової міліції ДПС України.
У період між 2013 і 2015 роками перебував у кадровому резерві ДПС України.
У травні 2015 року став першим віцепрезидентом Асоціації платників податків, очолював делегацію АПП на світовій конференції в Берліні, де закликав до прискореної Євроінтеграції України.
У 2018 році залишив пост віцепрезидента АПП і зайнявся бізнесом у сфері девелопменту.

## Нагороди
- Заслужений економіст України"
- Орден «За заслуги» 3 ступеня[7]
- Нагородна зброя від уряду Грузії

## Оцінка медіадіяльності
Юрій є частим запрошеним експертом різних українських телеканалів та медіа, де критикує економічну політику уряду та особливо голову комітету з економічної політики Данила Гетьманцева, зазначивши, що останній «перебуває в Середньовіччі».
За даними білоруського проєкту MediaIQ, Атаманюк виступав на білоруському телебаченні, де критикував економічну політику київської міської влади щодо розподіл коштів з міського бюджету, порівнюючи її із Мінськом.

## Власність
2013 року побудував будинок площею 256м2 в селищі Романків під Києвом, також є власником Toyota Land Cruiser (2008).
Дружина є власником BMW X6 (вартістю 1,55 млн грн) та чотирикімнатної квартири на 165 м2 в елітному комплексі «Діамант» у Києві.

## Сім'я
Дружина Олена Атаманюк, виховують трьох синів та доньку.